# Fariña (serie de televisión)
Fariña (que en gallego significa harina, una forma coloquial de llamar a la cocaína) es una serie de televisión española basada en el libro homónimo de Nacho Carretero producida por Atresmedia Televisión en colaboración con Bambú Producciones. Fue emitida por el canal de televisión español Antena 3, entre el 28 de febrero y el 9 de mayo de 2018.
Basada en hechos reales, la serie versa sobre el narcotráfico en Galicia y Sito Miñanco, un histórico traficante de drogas gallego. En ella participaron un gran número de actores gallegos como Javier Rey, Celso Bugallo, Marta Larralde, Patricia Vázquez y Antonio Durán "Morris", entre muchos otros.
Su estreno fue adelantado debido al secuestro cautelar judicial del libro en el que está basada, llevado a cabo el 5 de marzo de 2018.

## Sinopsis
Ambientada en la Galicia de los años 80, momento en el que muchos pescadores gallegos se encontraban llenos de deudas y sin un puesto de trabajo. Sito Miñanco, un pescador con destreza manejando la lancha, se inicia en el contrabando de tabaco de la mano de Terito (Vicente Otero Pérez), el jefe de los clanes de la ría de Arosa. Después se establece por su cuenta con otros dos amigos. Para burlar la vigilancia aduanera, sobornan a una patrulla con varias cajas de Winston.
Entre los diferentes clanes de contrabando se comenta la posibilidad de empezar con el tráfico de hachís, droga que el hijo de Manuel Bustelo ya distribuye por la zona. Laureano Oubiña y otros clanes son partidarios, pero Terito se opone. Más tarde, en un viaje a Panamá para blanquear dinero, Sito Miñanco contacta con traficantes de cocaína para desembarcarla en Galicia.
Por su parte, los hijos de Manuel Charlín van tras Cándido Silva para reclamarle el dinero robado. Para atraparlo cuentan con la ayuda del guardia civil Montáñez y de Pilar Charlín. Silva recibe una paliza, pero logra escapar y se entrega al sargento Darío Castro para denunciar a los Charlín.
La historia concluye con la Operación Nécora, un operativo policial sin precedentes en la historia del narcotráfico, con un contingente de centenares de policías desplazados de Madrid, y la primera de las redadas contra el narcotráfico gallego de la década de los 90.

## Serie
| Serie | Serie        | Estreno               | Final             | Audiencia media | Audiencia media | Audiencia media |
| Serie | Serie        | Estreno               | Final             | Espectadores    | Cuota           |                 |
| ----- | ------------ | --------------------- | ----------------- | --------------- | --------------- | --------------- |
|       | 10 Episodios | 28 de febrero de 2018 | 9 de mayo de 2018 | 2 567 000       | 16,2%           |                 |

## Reparto
| - Javier Rey: Sito Miñanco - Tristán Ulloa: Sargento Darío Castro. Personaje inspirado en Enrique León - Antonio Durán “Morris”: Manuel Charlín - Carlos Blanco: Laureano Oubiña - Manuel Lourenzo: Vicente Otero Pérez "Terito" - Xosé Antonio Touriñán: Francisco "Paquito" Charlín Pomares - Isabel Naveira: Pilar Charlín - Xulio Abonjo: Ramón "Moncho" Charlín Pomares - Tamar Novas: Roque - Eva Fernández: Esther Lago - Fran Lareu: Olegario Falcón Piñeiro "Oli" - Monti Castiñeiras: Luis Colón "Colombo". Personaje inspirado en Marcial Dorado - Alfonso Agra: Manuel Bustelo - Carlos Sante: Modesto Loval - Miquel Fernández: Juez Baltasar Garzón - Jana Pérez: Camila Reyes. Personaje inspirado en Odalys Rivera - Celso Bugallo: Padre de Sito - Juan Pablo Shuk: José Nelson Matta Ballesteros - Marta Larralde: Nieves - Nancho Novo: Juez (Capítulo 10) - Luisa Merelas: Amalia Pomares, mujer de Manuel Charlín | - Machi Salgado: Figueroa - Adrián Ríos: Miguel Abad "Petete" - Mela Casal: Madre de Sito - Cristina Iglesias: Leticia Charlín - Chechu Salgado: Javi Bustelo - Milo Taboada: Montáñez - Alejandro Carro: Técnico concello - Mariana Carballal: Mujer de Terito - Iván Marcos: Braulio Montes - Pepo Suevos: Di Stéfano - Xosé Manuel Esperante: Cándido Silva - Iolanda Muíños: Carmen Avendaño - Xoel Fernández: Xulio Braña - Víctor Mosqueira: Director del banco - Jesús Noguero: Fiscal Javier Zaragoza - Antonio Mourelos: Juez Beigbeder - Ricardo de Barreiro: Montilla - Felipe González: Gamboa - Víctor Duplá: Romero - María Vázquez: Maruxa, mujer de Braulio - Evaristo Calvo: Miguel Boyer - Christian Escuredo: Tati, futbolista - Harlys Becerra: Jorge Luis Ochoa | - Jason Trigueros: Gilberto Rodríguez Orejuela - Tito Asorey: Pedro Ventura, abogado de los nacotraficantes. Personaje inspirado en el abogado cacereño Pablo Vioque - Ernesto Chao: Gerardo Fernández Albor, primer presidente de la Junta de Galicia - Luic Vivanco: Sicario de Elder - Alberte Montes: Manuel Fernández Padín - Eva Iglesias: Susana, señorita de compañía - Iria Lamas: Ruth - Nacho Castaño: Ricardo Portabales - Susana Sampedro: Novia de Ricardo Portabales - Miro Magariños: Nino Balbín - Mara Sánchez: Fina - Mario Bolaños: Elder, "Pelao" - Marcos Viéitez: Cura de Cambados - Suso Pando: Aurelio - Brais Yanek: Chino - Nuria Gullón: Mujer Bustelo - Claudia Basallo: Cecila, hija de Sito - Uxía López: Xandra, hija de Sito - Héctor Arteaga: Cliente casino - Alba Loureiro: Secretaria del Presidente - Kiko Carracedo: Presidiario y Cuadrillero de Jorge |

## Episodios
| N.º | Título      | Dirigido por     | Escrito por                                                                 | Fecha de emisión original | Audiencia         |
| --- | ----------- | ---------------- | --------------------------------------------------------------------------- | ------------------------- | ----------------- |
| 1   | «1981»      | Carlos Sedes     | Ramón Campos, Gema R. Neira, Cristóbal Garrido y Diego Sotelo               | 28 de febrero de 2018     | 3 399 000 (21,5%) |
| 2   | «1982»      | Carlos Sedes     | Ramón Campos, Gema R. Neira, Cristóbal Garrido y Diego Sotelo               | 7 de marzo de 2018        | 3 390 000 (21,3%) |
| 3   | «1983»      | Carlos Sedes     | Ramón Campos, Gema R. Neira, Cristóbal Garrido y Diego Sotelo               | 14 de marzo de 2018       | 2 759 000 (17,4%) |
| 4   | «1984»      | Carlos Sedes     | Ramón Campos, Gema R. Neira, Cristóbal Garrido y Diego Sotelo               | 21 de marzo de 2018       | 2 788 000 (17,7%) |
| 5   | «1985»      | Carlos Sedes     | Ramón Campos, Gema R. Neira, Cristóbal Garrido y Diego Sotelo               | 4 de abril de 2018        | 2 622 000 (16,3%) |
| 6   | «1986»      | Jorge Torregrosa | Ramón Campos, Gema R. Neira, Cristóbal Garrido y Diego Sotelo               | 11 de abril de 2018       | 2 381 000 (14,5%) |
| 7   | «1987»      | Jorge Torregrosa | Ramón Campos, Gema R. Neira, Cristóbal Garrido y Diego Sotelo               | 18 de abril de 2018       | 2 166 000 (13,8%) |
| 8   | «1988»      | Jorge Torregrosa | Ramón Campos, Gema R. Neira, Cristóbal Garrido y Diego Sotelo               | 25 de abril de 2018       | 2 006 000 (12,6%) |
| 9   | «1989/1990» | Jorge Torregrosa | Ramón Campos, Gema R. Neira, Cristóbal Garrido y Diego Sotelo               | 2 de mayo de 2018         | 2 149 000 (13,5%) |
| 10  | «1990»      | Carlos Sedes     | Ramón Campos, Gema R. Neira, Cristóbal Garrido, Diego Sotelo y David Moreno | 9 de mayo de 2018         | 2 014 000 (13,3%) |

 Espacio Promocional: "Conexión "Fariña" 
| Programas emitidos | Programas emitidos | Programas emitidos | Programas emitidos | Programas emitidos |
| N.º                | Fecha de emisión   | Espectadores       | Cuota de pantalla  |                    |
| ------------------ | ------------------ | ------------------ | ------------------ | ------------------ |
| 1                  | 04/04/2018         | 1 124 000          | 12,8%              |                    |

### Evolución de audiencias
| Temporada | Temporada | Episodio número | Episodio número | Episodio número | Episodio número | Episodio número | Episodio número | Episodio número | Episodio número | Episodio número | Episodio número |
| Temporada | Temporada | 1               | 2               | 3               | 4               | 5               | 6               | 7               | 8               | 9               | 10              |
| --------- | --------- | --------------- | --------------- | --------------- | --------------- | --------------- | --------------- | --------------- | --------------- | --------------- | --------------- |
|           | 1         | 3.399           | 3.390           | 2.759           | 2.788           | 2.622           | 2.381           | 2.166           | 2.006           | 2.149           | 2.014           |

## Premios

#### Premios Platino
| Año  | Categoría                                               | Persona    | Resultado |
| ---- | ------------------------------------------------------- | ---------- | --------- |
| 2019 | Mejor interpretación masculina en miniserie o teleserie | Javier Rey | Pendiente |

 Premios Feroz 
| Año  | Categoría                             | Persona                          | Resultado |
| ---- | ------------------------------------- | -------------------------------- | --------- |
| 2019 | Mejor serie dramática                 | Carlos Sedes y Jorge Torregrossa | Ganador   |
| 2019 | Mejor actor protagonista de una serie | Javier Rey                       | Ganador   |
| 2019 | Mejor actor de reparto de una serie   | Antonio Durán “Morris”           | Ganador   |

- Premios Iris 2018 a la mejor ficción
- Premios Iris del jurado 2018 al mejor actor (Javier Rey)
- Premios Iris del jurado 2018 a la mejor dirección (Carlos Sedes y Jorge Torrerosa)
- Premios Iris del jurado 2018 al mejor guion (Ramón Campos, Teresa Fernández-Valdés, Gema R. Neira, Cristóbal Garrido, Diego Sotelo y David Moreno)[16]
- Premios Ondas 2018 a la mejor serie